# PGC 38974
LEDA/PGC 38974 ist eine Linsenförmige Galaxie im Sternbild Haar der Berenike am Nordsternhimmel. Sie ist schätzungsweise 346 Millionen Lichtjahre von der Milchstraße entfernt und hat einen Durchmesser von etwa 75.000 Lichtjahren. Vom Sonnensystem aus entfernt sich das Objekt mit einer errechneten Radialgeschwindigkeit von näherungsweise 7.800 Kilometern pro Sekunde. Unter der Katalognummer VCC 75 wird sie als Mitglied des Virgo-Galaxienhaufens gelistet.
Im selben Himmelsareal befinden sich unter anderem die Galaxien PGC 38965, PGC 39014, PGC 1497900, PGC 1499814.